# 第26回日本レコード大賞
第26回日本レコード大賞（だい26かいにほんレコードたいしょう）は、1984年（昭和59年）12月31日に帝国劇場で行われた、26回目の『日本レコード大賞』である。

## 概要
司会は第11回から15年連続して務めた高橋圭三に代わり、当時NHKからTBSに移籍して間もなく『森本毅郎さわやかワイド』→『森本ワイド モーニングEye』のキャスターを務めていた森本毅郎が起用された。
第26回の大賞は、五木ひろしの「長良川艶歌」に決定した。五木ひろしは11年ぶり2度目の受賞。演歌歌手の受賞は第24回（1982年）から3年連続。TBSの『ザ・ベストテン』年間ベストテン1位の楽曲が受賞したのは、第23回（1981年）から4年連続で、同番組が1989年に放送終了したことで結果的に最後の記録となった。大賞の発表は、この年から審査員の一員に加わる高橋圭三、最優秀新人賞の発表は司会の森本毅郎がそれぞれ行った。ちなみにこれが高橋圭三にとって最後のレコード大賞発表となった。
次点は中森明菜の「北ウイング」だった。3連覇を狙った前年第25回の大賞受賞者の細川たかしは最優秀歌唱賞となった。
この年を最後に引退した都はるみに特別大衆賞を授与した（6年後に歌手復帰する）。
帝国劇場で開催されるのは最後となった。
視聴率は2.3P下落の30.4%。

## 司会
- 森本毅郎
- 竹下景子 - 5度目の司会。

進行補佐
- 生島ヒロシ（TBSアナウンサー）
- 松宮一彦（TBSアナウンサー） - 3度目の司会。
- 三雲孝江（TBSアナウンサー） - リポーターを含めると2度目の担当。

中継リポーター
- 野口雅子（TBSアナウンサー） - 第35回NHK紅白歌合戦直前のNHKホール前
- 大久保真弓（北海道放送アナウンサー） - 北海道ニセコ町「ポテト共和国」

## 受賞作品・受賞者一覧

### 日本レコード大賞
- 「長良川艶歌」
  - 歌手:五木ひろし - 11年ぶり2度目。
  - 作詞:石本美由起 - 2年連続2度目。
  - 作曲:岡千秋
  - 編曲:斎藤恒夫
  - 所属事務所:五木プロモーション
  - レコード会社:徳間ジャパン

### 最優秀歌唱賞
- 「浪花節だよ人生は」
  - 歌手:細川たかし - 最優秀新人賞、大賞と合わせて、三冠を達成。

### 最優秀新人賞
- 岡田有希子（曲:「恋、はじめまして」）

### アルバム大賞
- 「Triad」
  - 歌手:髙橋真梨子

### 特別大衆賞
- 都はるみ

### 最優秀スター賞
- 中森明菜（曲:「北ウイング」など）

### 金賞
- 「北ウイング」
  - 歌手:中森明菜
- 「北の螢」
  - 歌手:森進一 - 3年ぶり2度目。前身の歌唱賞を合わせると6度目。
- 「唇のプライバシー」
  - 歌手:河合奈保子 - 3年連続3度目。
- 「最愛」　
  - 歌手:柏原芳恵 - 3年連続3度目。
- 「浪花節だよ人生は」
  - 歌手:細川たかし - 3年連続3度目。
- 「長良川艶歌」
  - 歌手:五木ひろし - 2年ぶり5度目。前身の歌唱賞を合わせると10度目。
- 「ピンクのモーツァルト」
  - 歌手:松田聖子 - 3年連続3度目。
- 「星屑のステージ」
  - 歌手:チェッカーズ
- 「もしかして PARTII」
  - 歌手:小林幸子・美樹克彦 - 小林は5年ぶり2度目。
- 「ワインレッドの心」
  - 歌手:安全地帯

松田聖子とチェッカーズは授賞式を欠席。

### 新人賞
- 一世風靡セピア（曲:「前略、道の上より」）
- 岡田有希子（曲:「恋、はじめまして」）
- 菊池桃子（曲:「SUMMER EYES」）
- 吉川晃司（曲:「モニカ」）
- SALLY（曲:「バージンブルー」）

菊池桃子（サイパンにて仕事のため）、一世風靡セピアは授賞式を欠席。

### 優秀アルバム賞
- 「EACH TIME」
  - 歌手:大滝詠一 - 3年ぶり2度目。
- 「VARIETY」
  - 歌手:竹内まりや
- 「男と女」
  - 歌手:佐藤隆
- 「CRYPTOGRAPH〜愛の暗号」
  - 歌手:小林麻美
- 「絶対チェッカーズ!!」
  - 歌手:チェッカーズ
- 「DAYDREAM COAST」
  - 歌手:河合奈保子
- 「Triad」
  - 歌手:髙橋真梨子
- 「人気者で行こう」
  - 歌手:サザンオールスターズ - 4年連続4度目。単独賞時代のアルバム大賞を合わせると5度目。
- 「VISITORS」
  - 歌手:佐野元春
- 「VOYAGER」
  - 歌手:松任谷由実 - 4年連続4度目。

### 作曲賞
- 「ワインレッドの心」（歌:安全地帯）
  - 作曲:玉置浩二

### 編曲賞
- 「TAKAKO」（歌:上田正樹）
  - 編曲:星勝

### 作詩賞
- 「桃色吐息」（歌:髙橋真梨子）
  - 作詩:康珍化

### 特別賞
- 芦屋雁之助
- 木村友衛

### 企画賞
- 「東京かくれんぼ」「東京たずね人」「東京めぐり愛」三部作
  - 東京音楽出版(株)
- 「東京かくれんぼ」「東京たずね人」「東京めぐり愛」三部作
  - 日本コロムビア(株) - 4年ぶり6度目。
  - (株)ディスコ
- 「もしも明日が…。」「めだかの兄妹」
  - (株)フォーライフレコード
- 「流氷よ哭け母の歳月」
  - 日本コロムビア(株)

### 功労賞
- 飯田信夫
- 竹岡信幸

## ゲストほか
- ディック・ミネ - 最優秀歌唱賞のプレゼンター
- 野村義男（THE GOOD-BYE） - 前年の最優秀新人賞受賞者
- 森昌子 - 前回の最優秀歌唱賞受賞者
- 立木義浩 - アルバム大賞のゲスト
- 十七代目 中村勘三郎 - レコード大賞のゲスト
- 波乃久里子 - 同上

ほか

## TV中継スタッフ
- 運営プロデューサー：青柳脩・梅沢汎・今里照彦・斎藤正人
- プロデューサー：斎藤正人・滝本裕雄
- 演出：五十嵐衛
- 舞台監督：宇都宮荘太郎
- 技術：鈴木康之
- TD：大野健三・沢田泰生
- 映像：倉松賢三
- カラー調整：西沢正捷
- 音声：椎木洋次・吉田克弥
- 照明：小島久明
- 音響：大鐘信慶
- 美術制作：和田一郎
- 美術デザイン：三原康博・浦上憲司
- 中継担当：塩川和則
- 中継スタッフ（NHKホール前）
  - 演出：海部正樹
  - 技術：川崎明
  - 映像：村上敦彦
  - 技術協力：東通
- 中継スタッフ（北海道・ニセコ）
  - プロデューサー：竹村直樹（北海道放送）
  - 演出：松浦代志文（北海道放送）・水留章
- 構成：玉井冽・沢口義明
- 取材：松井智代子・杉山文三枝
- 音楽：長洲忠彦・服部克久
- 指揮：長洲忠彦
- 演奏：岡本章生とゲイスターズ・高橋達也と東京ユニオン・ベストアンサンブル・Henry Band・PaPa
- コーラス：ルージュ
- ステージング：西条満
- 制作協力：北海道放送
- 製作著作：TBS
- 主催：日本作曲家協会、日本レコード大賞制定委員会、日本レコード大賞実行委員会